# Owl Ranch
Owl Ranch est une census-designated place située dans le comté de Jim Wells, dans l’État du Texas, aux États-Unis. Sa population s’élevait à 225 habitants lors du recensement de 2010.